# Mieczysław Marczuk
Mieczysław Marczuk (ur. 5 października 1924 w Wielgorzu, zm. 22 lipca 2016) – polski pedagog, wykładowca Uniwersytetu Marii Curie-Skłodowskiej w Lublinie.

## Życiorys
W 1958 roku ukończył studia na Uniwersytecie Warszawskim. Od 1963 roku był związany z lubelską uczelnią najpierw jako asystent (1963–1966), a następnie adiunkt (1966–1969) oraz docent (1970–1995). Pełnił również funkcje: kierownika Zakładu Andragogiki (1970–1991), dyrektora Instytutu Pedagogiki (1972–1974 i 1981–1991) oraz prodziekana Wydziału Pedagogiki i Psychologii (1975–1980 oraz 1982–1984). W latach 1970–1995 był również kierownikiem punktu konsultacyjnego UMCS przy Wyższej Szkole Oficerskiej Sił Powietrznych w Dęblinie.
W swych badaniach zajmował się głównie andragogiką (edukacją osób dorosłych) oraz polityką kulturalną. Pełnił funkcję zastępcy przewodniczącego zespołu pedagogiki dorosłych Komitetu Nauk Pedagogicznych Polskiej Akademii Nauk. Był autorem licznych publikacji, prac i redakcji z zakresu pedagogiki i dydaktyki. Zainicjował powstanie Lubelskiego Uniwersytetu Trzeciego Wieku.
Za swą działalność został odznaczony Krzyżami: Oficerskim i Kawalerskim Orderu Odrodzenia Polski, Złotym Krzyżem Zasługi oraz Medalem Komisji Edukacji Narodowej.
Został pochowany na cmentarzu przy Drodze Męczenników Majdanka w Lublinie (kwatera S6K13R/3/48).

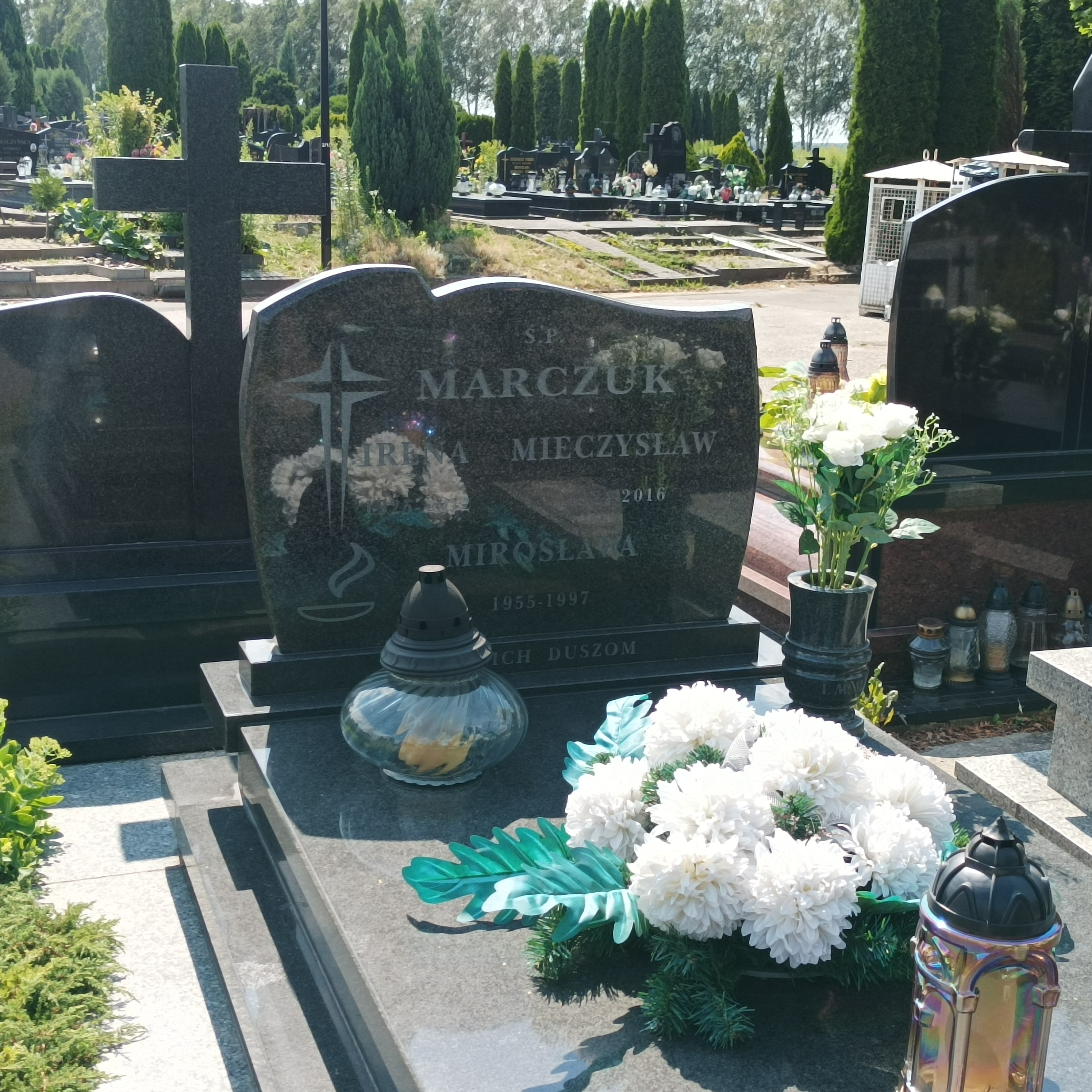
Grób prof. Mieczysława Marczuka na cmentarzu komunalnym na Majdanku w Lublinie